# Deceivers
Deceivers ist das elfte Studioalbum der schwedischen Melodic-Death-Metal-Band Arch Enemy. Es wurde am 12. August 2022 bei Century Media veröffentlicht. Es ist das erste Studioalbum seit 2017, somit ist dies die längste Pause zwischen zwei Studioalben. Deceivers stieg auf Platz eins der Schweizer Albumcharts ein und brachte der Band die erste Spitzenposition ihrer Karriere.

## Hintergrund
Das Songwriting zum Album begann bereits 2018, im Oktober 2018 gab Michael Amott an, bereits Ideen für das nächste Album gesammelt zu haben. Das Lied Spreading Black Wings wurde Lars-Göran Petrov gewidmet. Im Februar 2021 arbeitete Leadgitarrist Jeff Loomis bereits an den Soli für das Album. Ein Veröffentlichungstermin war zu diesem Zeitpunkt noch nicht bekannt. Das Album wurde mit Jacob Hansen in Europa aufgenommen. Loomis spielte seine Soli in den USA ein, da er aufgrund von pandemiebedingten Reisebeschränkungen nicht aus- bzw. einreisen durfte. Am 27. Januar 2022 wurde das Album dann für den 12. August 2022 angekündigt.

## Titelliste
Alle Titel wurden von Michael Amott und Daniel Erlandsson geschrieben, außer wo angegeben.
| Nr.          | Titel                   | Text              | Musik                                   | Länge |
| ------------ | ----------------------- | ----------------- | --------------------------------------- | ----- |
| 1.           | Handshake with Hell     | Alissa White-Gluz |                                         | 5:39  |
| 2.           | Deceiver, Deceiver      | M. Amott          |                                         | 3:52  |
| 3.           | In the Eye of the Storm | M. Amott          |                                         | 4:09  |
| 4.           | The Watcher             | White-Gluz        |                                         | 4:58  |
| 5.           | Poisoned Arrow          | M. Amott          | M. Amott, Erlandsson, Christopher Amott | 3:51  |
| 6.           | Sunset Over the Empire  | M. Amott          |                                         | 4:03  |
| 7.           | House of Mirrors        | White-Gluz        | M. Amott, C. Amott                      | 3:40  |
| 8.           | Spreading Black Wings   | M. Amott          |                                         | 4:46  |
| 9.           | Mourning Star           | Instrumental      |                                         | 1:37  |
| 10.          | One Last Time           | M. Amott          |                                         | 3:49  |
| 11.          | Exiled from Earth       | White-Gluz        |                                         | 4:45  |
| Gesamtlänge: | Gesamtlänge:            | Gesamtlänge:      | Gesamtlänge:                            | 45:09 |

| Nr.          | Titel                           | Autor(en)    | Länge |
| ------------ | ------------------------------- | ------------ | ----- |
| 12.          | Into the Pit (Fight-Cover)      | Rob Halford  | 3:52  |
| 13.          | Diamond Dreamer (Picture-Cover) | Picture      | 3:53  |
| Gesamtlänge: | Gesamtlänge:                    | Gesamtlänge: | 52:54 |

## Rezeption

### Rezensionen
Im Magazin Rock Hard wertete Simon Bauer mit acht von zehn Punkten. Bauer schrieb, „das göttliche Zusammenspiel des Gitarrenduos Michael Amott/Jeff Loomis“ verleihe „den Songs eine virtuose Klasse, die ihresgleichen“ suche. Er resümierte: „Im direkten Vergleich fehlen Deceivers zwar mancherorts die großen Refrains und zwingenden Melodien (In the Eye of the Storm, Poisoned Arrow, One Last Time), um in die Sphären von War Eternal und Will to Power vorzustoßen, der gigantischen Erfolgswelle der Band sollte das aber keinen Abbruch tun.“ Katrin Riedl vergab im Metal Hammer sechs von sieben Punkten. Riedl urteilte: „...obwohl nicht alles gleich im ersten Anlauf zündet, beginnt man spätestens ab Durchgang zwei zu begreifen, mit welchem Monster von Album man es hier zu tun hat. Nachhall garantiert.“ Sie lobte insbesondere das „wüst ballernde(n), im Refrain hymnische(n)“ The Watcher, bei dem die Band zur „Höchstform“ aufliefe, ebenso wie beim „orchestriert-harmonisch eingeleitete(n)“ Poisoned Arrow. Im Format Track by Track lautete das Resümee: „Weniger gekünstelt als der Vorgänger, mannigfaltig, kraftvoll mit deutlichem Heavy Metal- und Hard Rock-Einfluss, stehen Hymnen und Banger in gesundem Verhältnis.“ Tobias Dahs von Powermetal.de beurteilte das Album skeptischer: „Von Glanzpunkten wie War Eternal sind wir hier also noch immer ein gutes Stück entfernt, doch die Steigerung zum direkten Vorgänger ist mir am Ende 7,5 Punkte wert. Mehr geht aber nicht, denn wer mit Michael Amott und Jeff Loomis (auch wenn dieser leider abseits seiner Soli nicht ins Songwriting eingebunden wird) zwei absolute Riff-Meister in den eigenen Reihen hat, muss mir doch etwas mehr bieten als immer wiederkehrende und generische Galopp-Riffs.“

### Bestenlisten
| Publikation     | Liste                                     | Werk                | Platz    |
| --------------- | ----------------------------------------- | ------------------- | -------- |
| Consequence     | Top 30 Metal and Hard Rock Albums of 2022 | Deceivers           | 29       |
| laut.de         | Die Metal-Alben des Jahres                | Deceivers           | 20       |
| Loudwire        | The 50 Best Rock + Metal Albums of 2022 a | Deceivers           | J [ 11 ] |
| Loudwire        | The 50 Best Rock + Metal Songs of 2022 a  | Handshake from Hell | J [ 12 ] |
| Metal.de        | Die 50 besten Alben des Jahres 2022       | Deceivers           | 49       |
| Metal Hammer UK | The top 10 melodeath albums of 2022       | Deceivers           | 3        |

## Chartplatzierungen
Deceivers erreichte in Deutschland Platz zwei, was dort zugleich die beste Platzierung der Bandgeschichte darstellt. In der Schweiz erreichten Arch Enemy die Spitzenposition, ebenso in Finnland.
| ChartsChartplatzierungen     | Höchstplatzierung | Wochen |
| ---------------------------- | ----------------- | ------ |
| Deutschland (GfK)            | 2 (7 Wo.)         | 7      |
| Österreich (Ö3)              | 2 (3 Wo.)         | 3      |
| Schweiz (IFPI)               | 1 (8 Wo.)         | 8      |
| Schweden (GLF)               | 9 (2 Wo.)         | 2      |
| Vereinigtes Königreich (OCC) | 80 (1 Wo.)        | 1      |